# Список птахів Гаваїв
Це перелік видів птахів, зафіксованих на території Гаваїв. Авіфауна Гаваїв налічує загалом 337 видів, з яких 64 види є ендемічними, а 52 види були інтродуковані людьми. 130 видів є рідкісними або випадковими. З 64 ендемічних видів 32 види вимерли. Також вимерли 2 інтродуковані види.

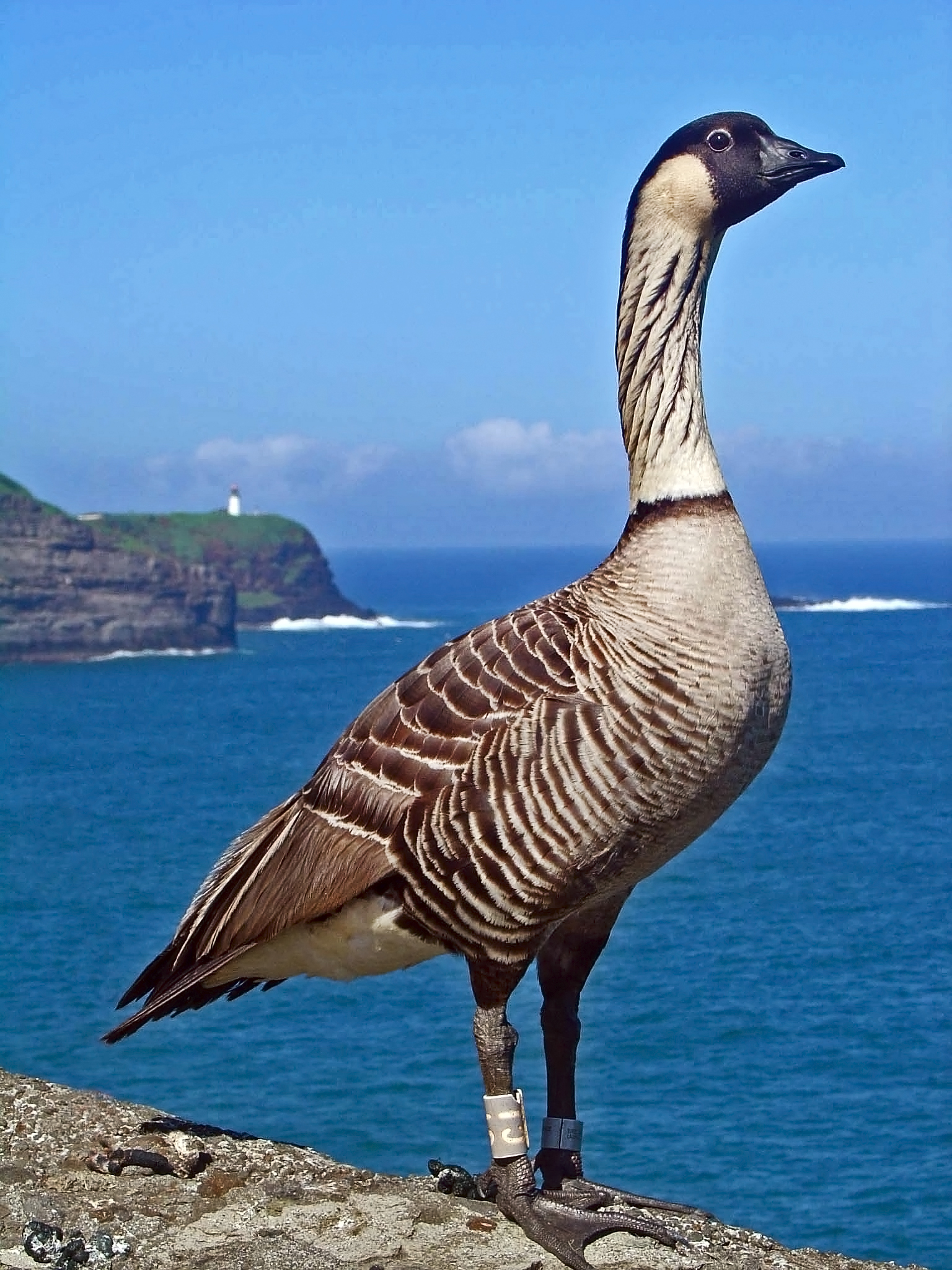
Казарка гавайська (Branta sandvicensis) є офіційним символом штату Гаваї

## Позначки
Наступні теги використані для виділення деяких категорій птахів.
- (En) Ендемічий — вид, який є ендеміком Гаваїв
- (V) Випадковий — вид, який рідко або випадково трапляється на Гаваях
- (Xt) Вимерлий — вид, який повністю вимер
- (xd) Локально вимерлий — вид, який більше не трапляється на Гаваях, хоча його популяції існують в інших місцях
- (I) Інтродукований — вид, завезений на Гаваї внаслідок прямих чи непрямих людських дій

## Гусеподібні(Anseriformes)
Родина: Качкові (Anatidae)

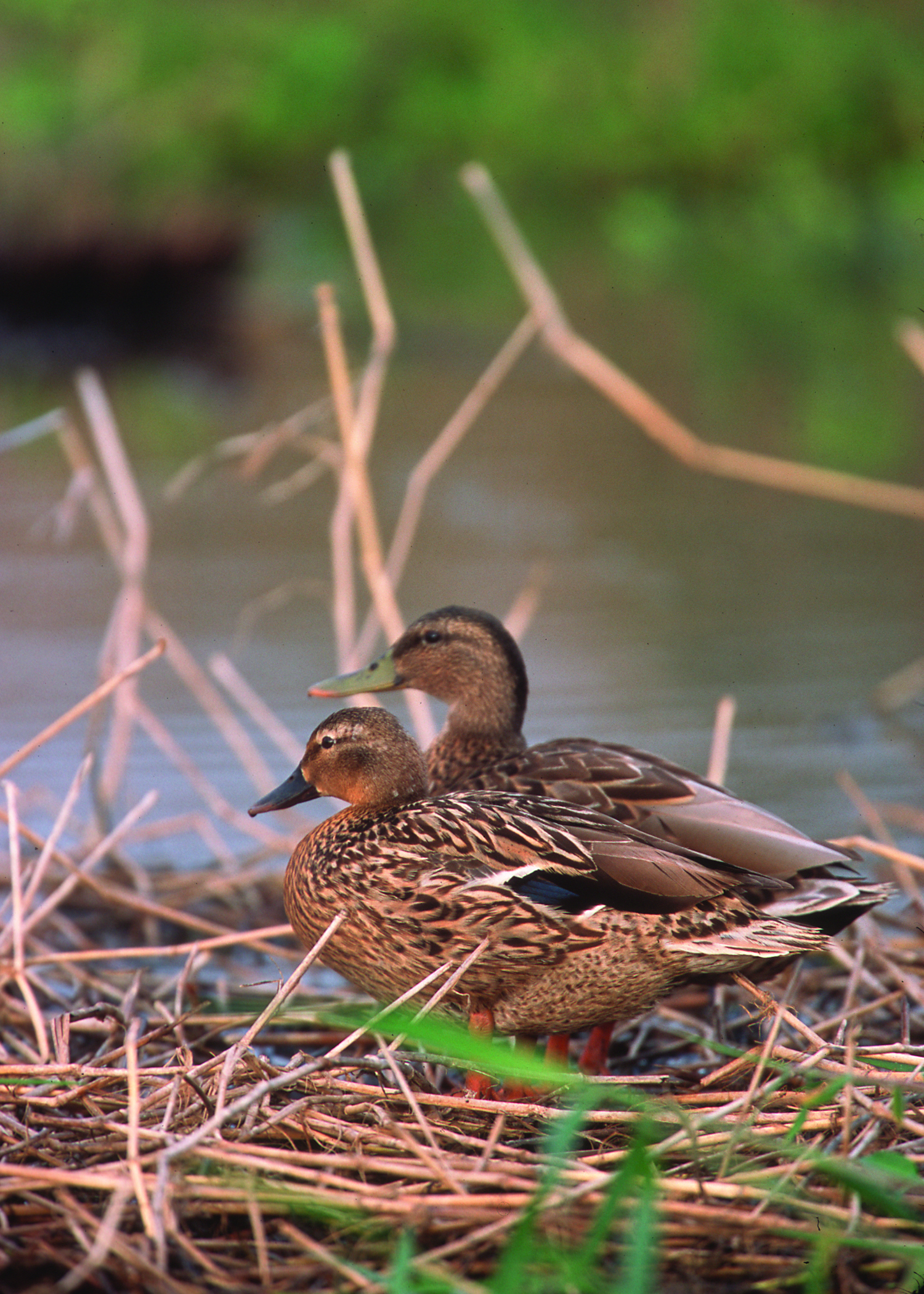
Колоа

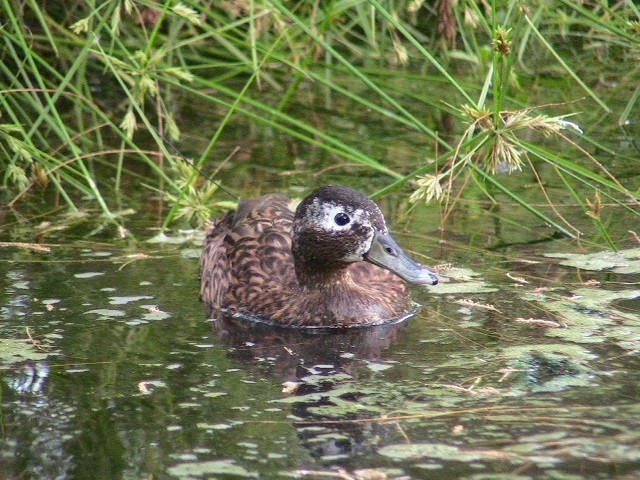
Крижень лайсанський

- Білошиєць, Anser canagicus (A) (V)  NT
- Гуска біла, Anser caerulescens (V)  LC
- Гуска білолоба, Anser albifrons (V)  LC
- Казарка чорна, Branta bernicla (V)  LC
- Казарка мала, Branta hutchinsii  LC
- Казарка канадська, Branta canadensis (V)  LC
- Казарка гавайська, Branta sandvicensis (En)  VU
- Лебідь чорнодзьобий, Cygnus columbianus (V)  LC
- Чирянка-квоктун, Sibirionetta formosa (V)  LC
- Чирянка велика, Spatula querquedula  LC
- Чирянка блакитнокрила, Spatula discors  LC
- Чирянка руда, Spatula cyanoptera (V)  LC
- Широконіска північна, Spatula clypeata  LC
- Нерозень, Mareca strepera  LC
- Качка далекосхідна, Mareca falcata (V)  NT
- Свищ євразійський, Mareca penelope  LC
- Свищ американський, Mareca americana  LC
- Крижень лайсанський, Anas laysanensis (En)  CR
- Колоа, Anas wyvilliana (En)  EN
- Крижень звичайний, Anas platyrhynchos  LC
- Шилохвіст північний, Anas acuta  LC
- Чирянка американська, Anas carolinensis  LC
- Попелюх довгодзьобий, Aythya valisineria (V)  LC
- Попелюх американський, Aythya americana (V)  LC
- Попелюх звичайний, Aythya ferina (V)  VU
- Чернь канадська, Aythya collaris  LC
- Чернь чубата, Aythya fuligula (V)  LC
- Чернь морська, Aythya marila  LC
- Чернь американська, Aythya affinis  LC
- Каменярка, Histrionicus histrionicus (V)  LC
- Турпан білолобий, Melanitta perspicillata (V)  LC
- Синьга американська, Melanitta americana (V)  NT
- Морянка, Clangula hyemalis (V)  VU
- Гоголь малий, Bucephala albeola  LC
- Гоголь зеленоголовий, Bucephala clangula (V)  LC
- Крех жовтоокий, Lophodytes cucullatus (V)  LC
- Крех великий, Mergus merganser (V)  LC
- Крех середній, Mergus serrator (V)  LC
- Савка американська, Oxyura jamaicensis (V)  LC

## Куроподібні(Galliformes)
Родина: Токрові (Odontophoridae)
- Перепелиця каліфорнійська, Callipepla californica (I)  LC
- Перепелиця жовтогруда, Callipepla gambelii (I)  LC

Родина: Фазанові (Phasianidae)

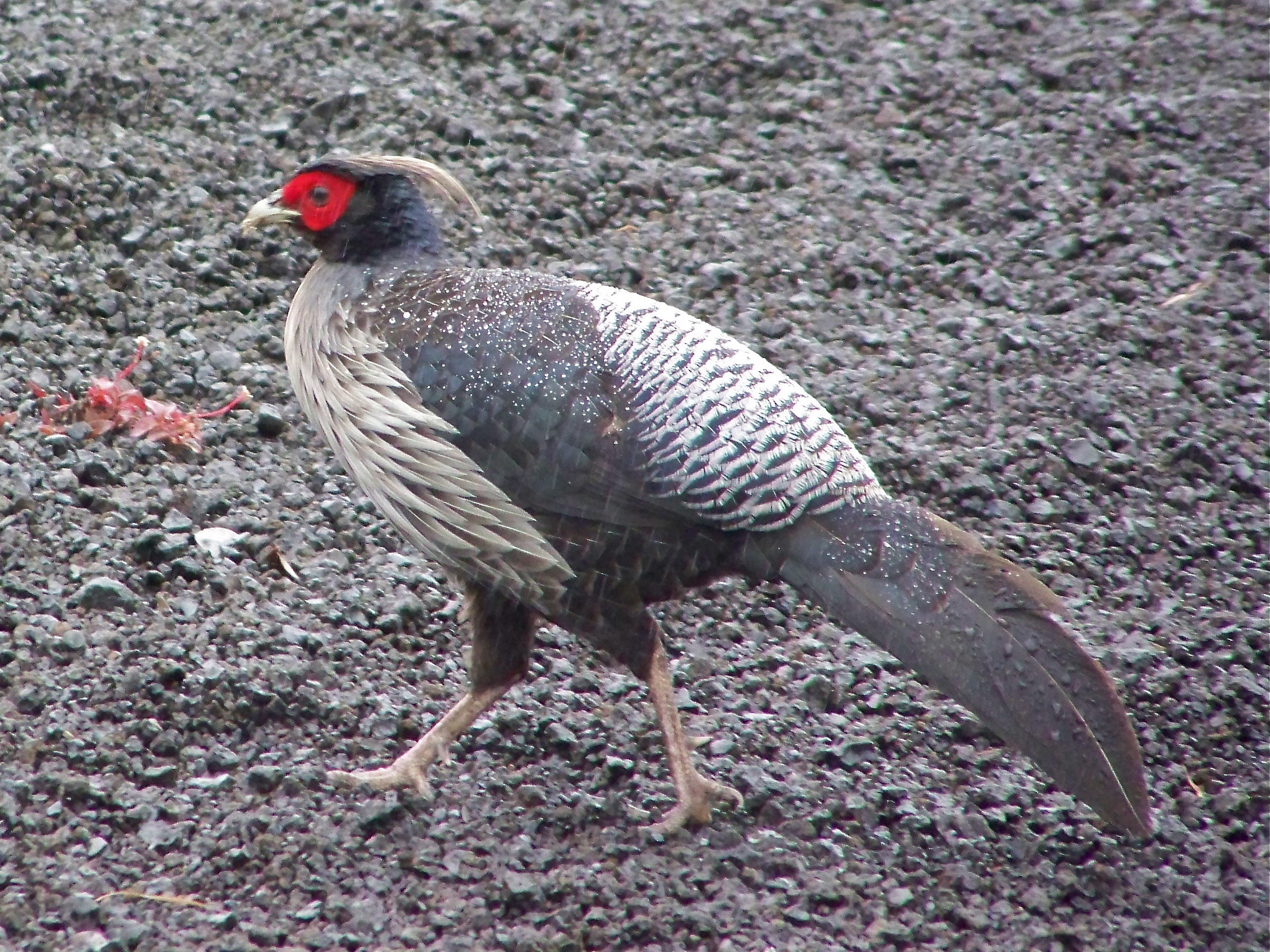
Лофур непальський

- Індик великий, Meleagris gallopavo (I)  LC
- Кеклик кремовогорлий, Alectoris chukar (I)  LC
- Фазан звичайний, Phasianus colchicus (I)  LC
- Лофур непальський, Lophura leucomelanos (I)  LC
- Павич звичайний, Pavo cristatus (I)  LC
- Турач сірий, Ortygornis pondicerianus (I)  LC
- Турач туркменський, Francolinus francolinus (I)  LC
- Курка банківська, Gallus gallus (I)  LC
- Перепілка японська, Coturnix japonica (I)  NT
- Турач суданський, Pternistis erckelii (I)  LC

## Пірникозоподібні(Podicipediformes)
Родина: Пірникозові (Podicipedidae)

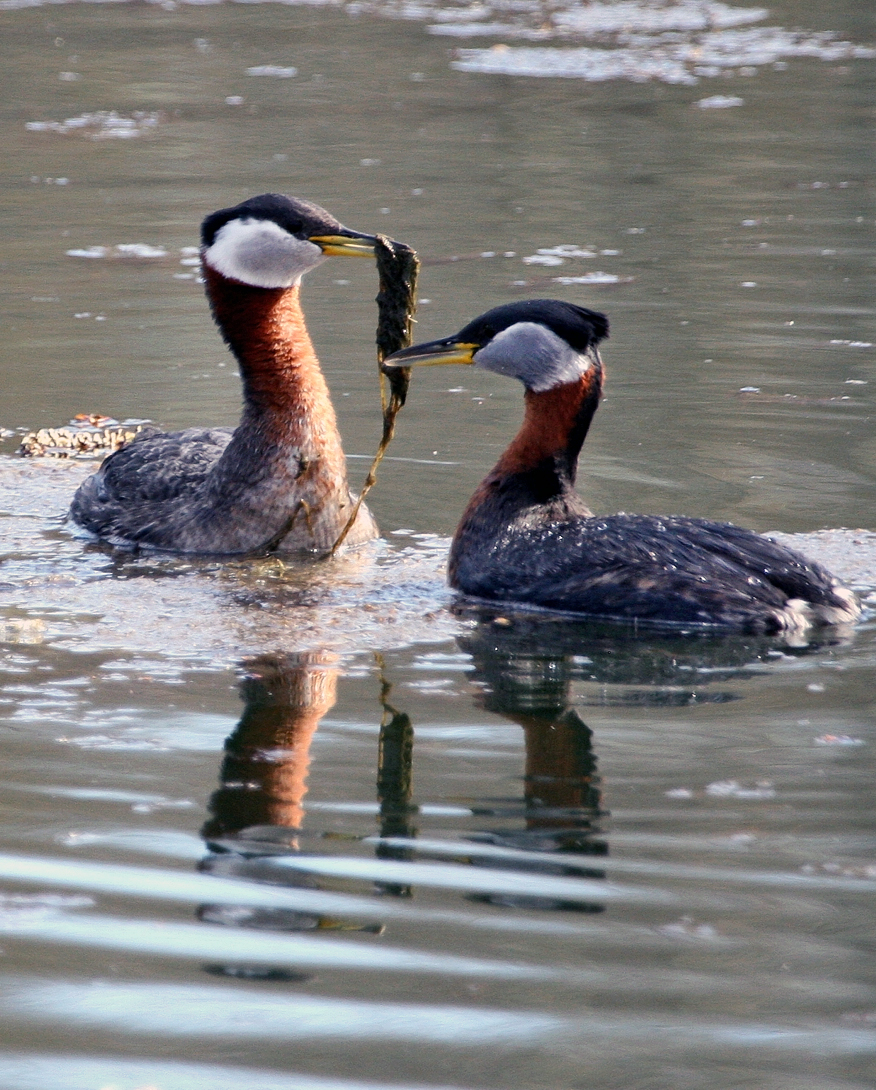
Пірникоза сірощока

- Пірникоза рябодзьоба, Podilymbus podiceps  LC
- Пірникоза червоношия, Podiceps auritus (V)  LC
- Пірникоза сірощока, Podiceps grisegena (V)  LC
- Пірникоза чорношия, Podiceps nigricollis (V)  LC

## Рябкоподібні(Pterocliformes)
Родина: Рябкові (Pteroclidae)
- Рябок пустельний, Pterocles exustus (I)  LC

## Голубоподібні(Columbiformes)
Родина: Голубові (Columbidae)

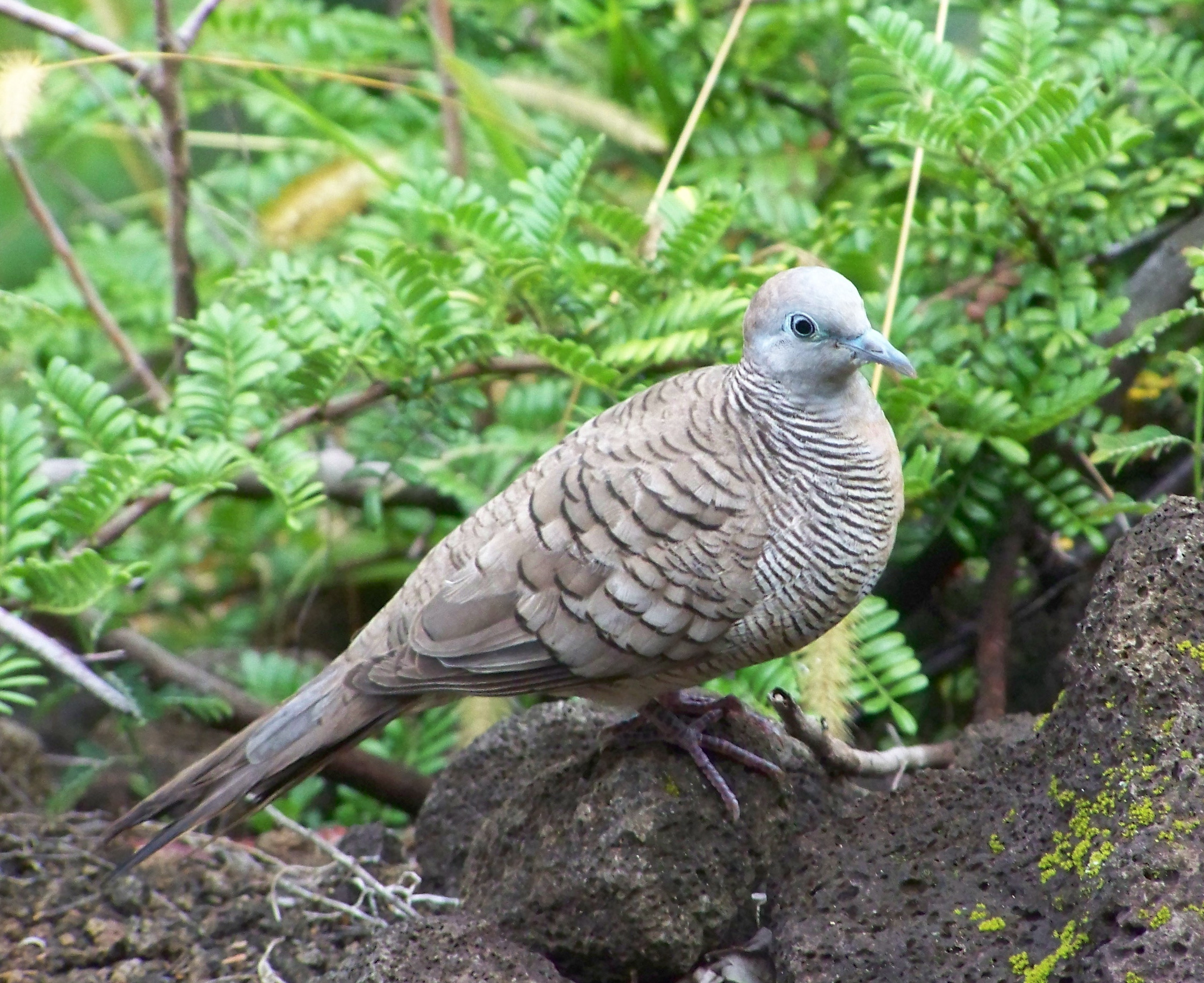

- Голуб сизий, Columba livia (I)  LC
- Горлиця китайська, Spilopelia chinensis (I)  LC
- Geopelia striata(інші мови) (I)  LC
- Зенаїда північна, Zenaida macroura (I)  LC

## Зозулеподібні(Cuculiformes)
Родина: Зозулеві (Cuculidae)

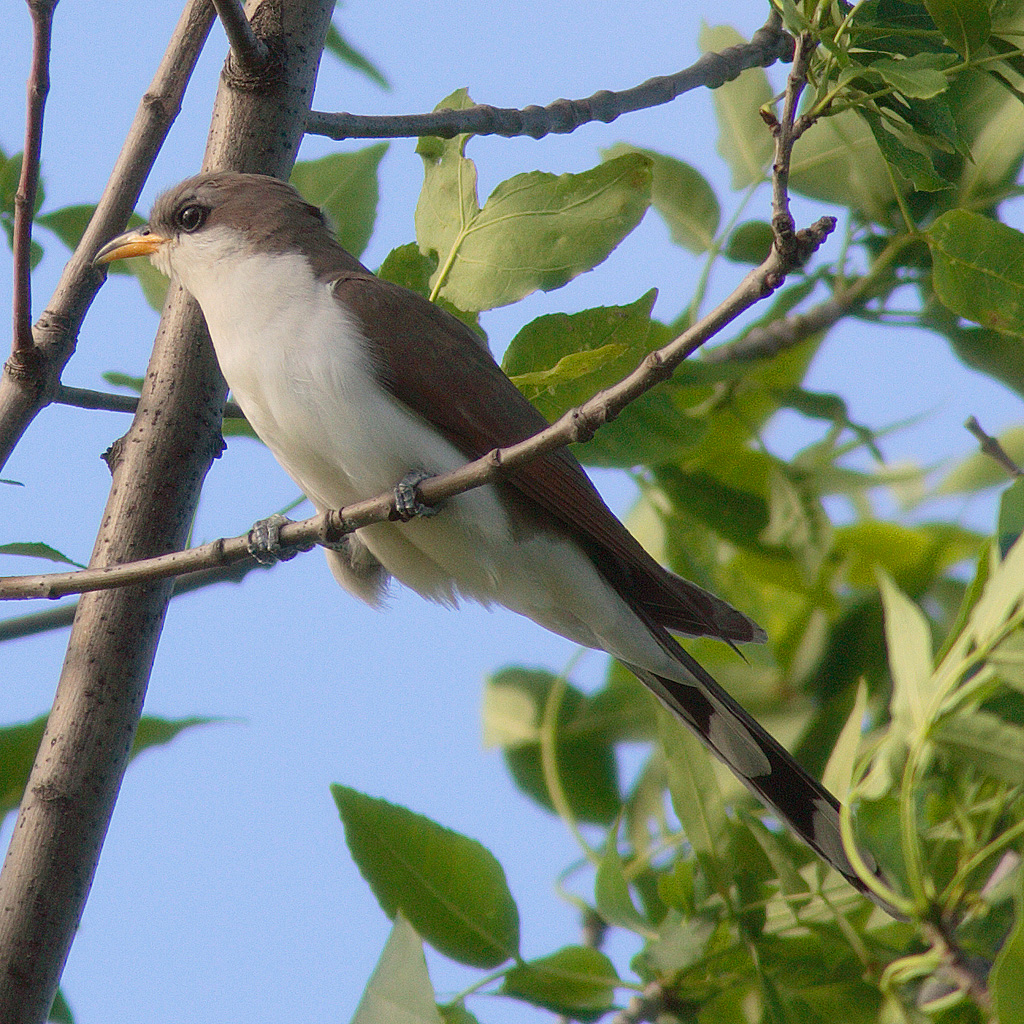
Кукліло північний

- Зозуля звичайна, Cuculus canorus (V)  LC
- Кукліло північний, Coccyzus americanus (V)  LC

## Дрімлюгоподібні(Caprimulgiformes)
Родина: Дрімлюгові (Caprimulgidae)
- Анаперо віргінський, Chordeiles minor (V)  LC

## Серпокрильцеподібні(Apodiformes)
Родина: Серпокрильцеві (Apodidae)
- Салангана маріанська, Aerodramus bartschi (I)  EN
- Серпокрилець сибірський, Apus pacificus (V)  LC

## Журавлеподібні(Gruiformes)
Родина: Пастушкові (Rallidae)

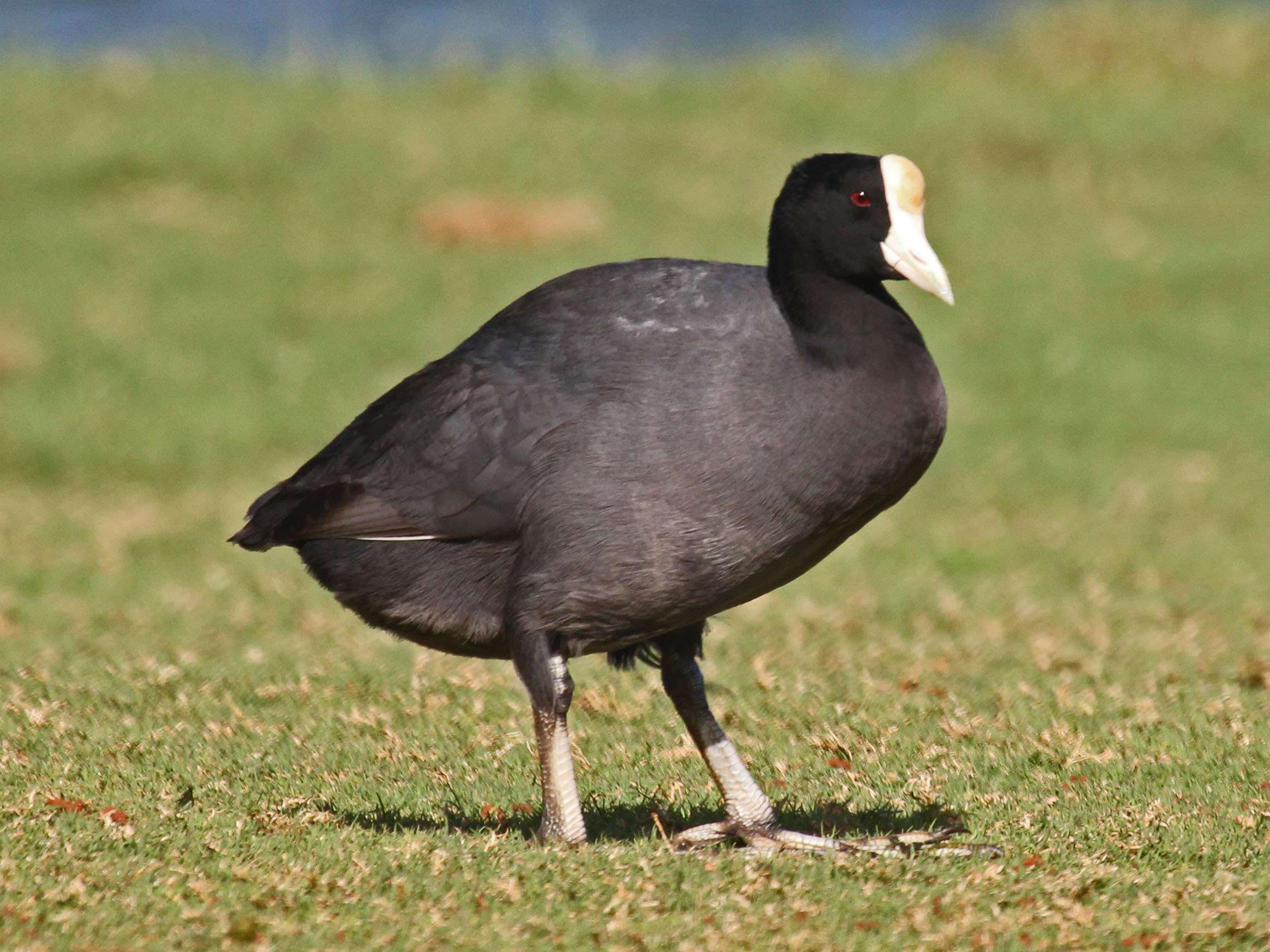
Алаї

- Погонич каролінський, Porzana carolina (V)  LC
- Лиска гавайська, Fulica alai (En)  VU
- Погонич лайсанський, Zapornia palmeri (Xt)  EX
- Погонич гавайський, Zapornia sandwichensis (Xt)  EX

Родина: Журавлеві (Gruidae)
- Журавель канадський, Antigone canadensis (V)  LC

## Сивкоподібні(Charadriiformes)
Родина: Чоботарові (Recurvirostridae)
- Кулик-довгоніг чорнокрилий, Himantopus himantopus (V)  LC
- Чоботар американський, Recurvirostra americana (V)  LC

Родина: Сивкові (Charadriidae)

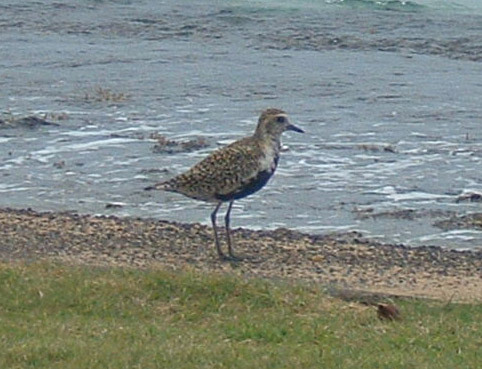
Сивка бурокрила

- Сивка морська, Pluvialis squatarola  LC
- Сивка бурокрила, Pluvialis fulva  LC
- Хрустан євразійський, Charadrius morinellus (V)  LC
- Пісочник крикливий, Charadrius vociferus (V)  LC
- Пісочник великий, Charadrius hiaticula (V)  LC
- Пісочник канадський, Charadrius semipalmatus  LC
- Пісочник монгольський, Charadrius mongolus (V)  LC

Родина: Баранцеві (Scolopacidae)

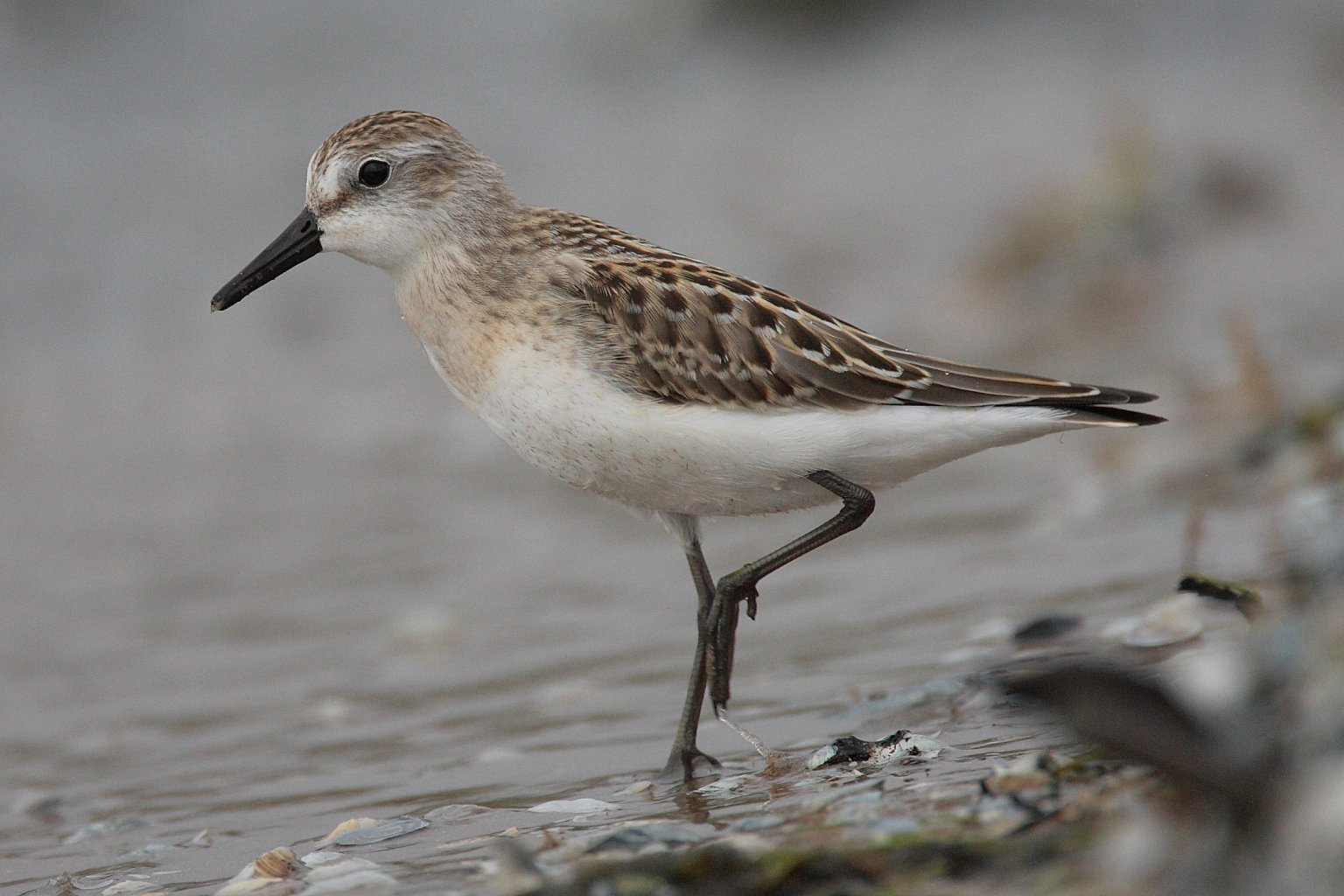
Побережник тундровий

- Кульон аляскинський, Numenius tahitiensis  NT
- Кульон середній, Numenius phaeopus  LC
- Кульон східний, Numenius madagascariensis (V)  EN
- Грицик малий, Limosa lapponica  NT
- Грицик великий, Limosa limosa (V)  NT
- Грицик канадський, Limosa haemastica (V)  LC
- Грицик чорнохвостий, Limosa fedoa (V)  LC
- Крем'яшник звичайний, Arenaria interpres  LC
- Побережник ісландський, Calidris canutus (V)  NT
- Побережник американський, Calidris virgata (V)  LC
- Брижач, Calidris pugnax  LC
- Побережник гострохвостий, Calidris acuminata  LC
- Побережник довгоногий, Calidris himantopus (V)  LC
- Побережник червоногрудий, Calidris ferruginea (V)  NT
- Побережник довгопалий, Calidris subminuta (V)  LC
- Побережник рудоголовий, Calidris ruficollis (V)  LC
- Побережник білий, Calidris alba  LC
- Побережник чорногрудий, Calidris alpina  LC
- Побережник канадський, Calidris bairdii (V)  LC
- Побережник малий, Calidris minuta (V)  LC
- Побережник-крихітка, Calidris minutilla  LC
- Побережник білогрудий, Calidris fuscicollis (V)  LC
- Жовтоволик, Calidris subruficollis (V)  NT
- Побережник арктичний, Calidris melanotos  LC
- Побережник тундровий, Calidris pusilla (V)  NT
- Побережник аляскинський, Calidris mauri  LC
- Неголь короткодзьобий, Limnodromus griseus (V)  LC
- Неголь довгодзьобий, Limnodromus scolopaceus  LC
- Баранець азійський, Gallinago stenura (V)  LC
- Баранець звичайний, Gallinago gallinago (V)  LC
- Gallinago delicata  LC
- Мородунка, Xenus cinereus (V)  LC
- Набережник палеарктичний, Actitis hypoleucos (V)  LC
- Набережник плямистий, Actitis macularius (V)  LC
- Коловодник малий, Tringa solitaria (V)  LC
- Коловодник попелястий, Tringa brevipes (V)  LC
- Коловодник аляскинський, Tringa incana  LC
- Коловодник жовтоногий, Tringa flavipes  LC
- Коловодник американський, Tringa semipalmata (V)  LC
- Коловодник чорний, Tringa erythropus (V)  LC
- Коловодник строкатий, Tringa melanoleuca (V)  LC
- Коловодник болотяний, Tringa glareola (V)  LC
- Коловодник ставковий, Tringa stagnatilis (V)  LC
- Плавунець довгодзьобий, Phalaropus tricolor (V)  LC
- Плавунець круглодзьобий, Phalaropus lobatus (V)  LC
- Плавунець плоскодзьобий, Phalaropus fulicarius  LC

Родина: Поморникові (Stercorariidae)
- Поморник антарктичний, Stercorarius maccormicki  LC
- Поморник середній, Stercorarius pomarinus  LC
- Поморник короткохвостий, Stercorarius parasiticus  LC
- Поморник довгохвостий, Stercorarius longicaudus  LC

Родина: Алькові (Alcidae)
- Моржик чорногорлий, Synthliboramphus antiquus (V)  LC
- Конюга білочерева, Aethia psittacula (V)  LC
- Дзьоборіг, Cerorhinca monocerata (V)  LC
- Іпатка тихоокеанська, Fratercula corniculata (V)  LC

Родина: Мартинові (Laridae)

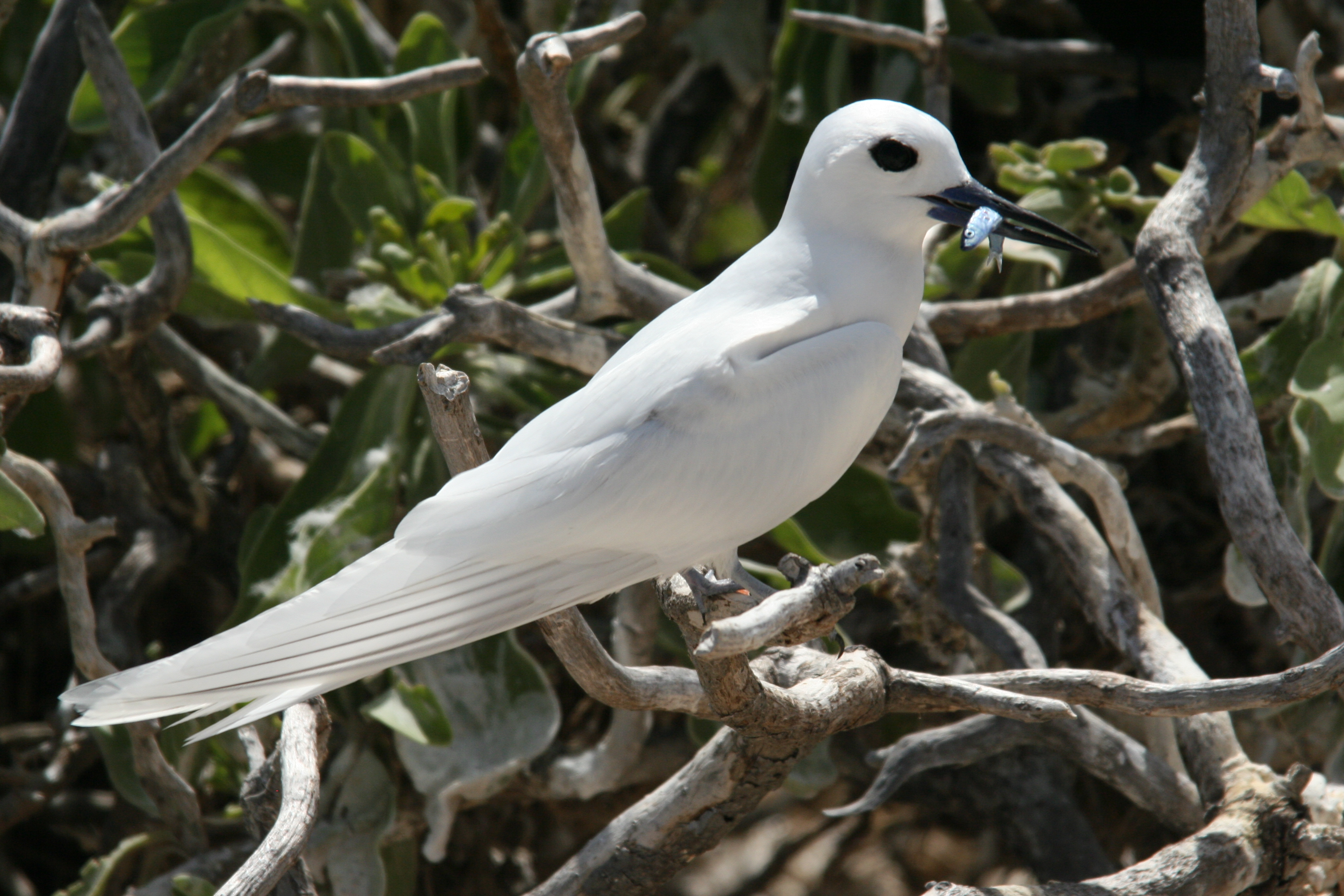
Крячок білий

- Мартин трипалий, Rissa tridactyla (V)  LC
- Мартин канадський, Chroicocephalus philadelphia (V)  LC
- Мартин звичайний, Chroicocephalus ridibundus (V)  LC
- Leucophaeus atricilla  LC
- Мартин ставковий, Leucophaeus pipixcan  LC
- Мартин сизий, Larus canus (V)  LC
- Мартин делаверський, Larus delawarensis  LC
- Мартин західний, Larus occidentalis (V)  LC
- Мартин каліфорнійський, Larus californicus (V)  LC
- Мартин американський, Larus smithsonianus  LC
- Мартин чорнокрилий, Larus fuscus (V)  LC
- Мартин охотський, Larus schistisagus (V)  LC
- Мартин берингійський, Larus glaucescens  LC
- Мартин полярний, Larus hyperboreus (V)  LC
- Крячок бурий, Anous stolidus  LC
- Крячок атоловий, Anous minutus  LC
- Крячок сірий, Anous ceruleus  LC
- Крячок білий, Gygis alba  LC
- Крячок строкатий, Onychoprion fuscatus  LC
- Крячок полінезійський, Onychoprion lunatus  LC
- Крячок бурокрилий, Onychoprion anaethetus (V)  LC
- Крячок малий, Sternula albifrons  LC
- Крячок карибський, Sternula antillarum  LC
- Крячок чорнодзьобий, Gelochelidon nilotica (V)  LC
- Крячок каспійський, Hydroprogne caspia (V)  LC
- Крячок чорний, Chlidonias niger (V)  LC
- Крячок білокрилий, Chlidonias leucopterus (V)  LC
- Крячок білощокий, Chlidonias hybrida (V)  LC
- Крячок річковий, Sterna hirundo (V)  LC
- Крячок полярний, Sterna paradisaea  LC
- Крячок жовтодзьобий, Thalasseus bergii (V)  LC
- Крячок рябодзьобий, Sterna sandvicensis (V)  LC
- Крячок каліфорнійський, Thalasseus elegans (V)  NT

## Фаетоноподібні(Phaethontiformes)
Родина: Фаетонові (Phaethontidae)
- Фаетон білохвостий, Phaethon lepturus  LC
- Фаетон червонодзьобий, Phaethon aethereus (V)  LC
- Фаетон червонохвостий, Phaethon rubricauda  LC

## Гагароподібні(Gaviiformes)
Родина: Гагарові (Gaviidae)
- Гагара білошия, Gavia pacifica (V)  LC

## Буревісникоподібні(Procellariiformes)
Родина: Альбатросові (Diomedeidae)
- Альбатрос баунтійський, Thalassarche salvini (V)  VU
- Альбатрос гавайський, Phoebastria immutabilis (En)  NT  (99 % світової популяції гніздиться на Гаваях.)[3]
- Альбатрос чорноногий, Phoebastria nigripes (En)  NT  (Понад 95 % світової популяції гніздиться на Гаваях.)[4]
- Альбатрос жовтоголовий, Phoebastria albatrus  VU

Родина: Океанникові (Oceanitidae)

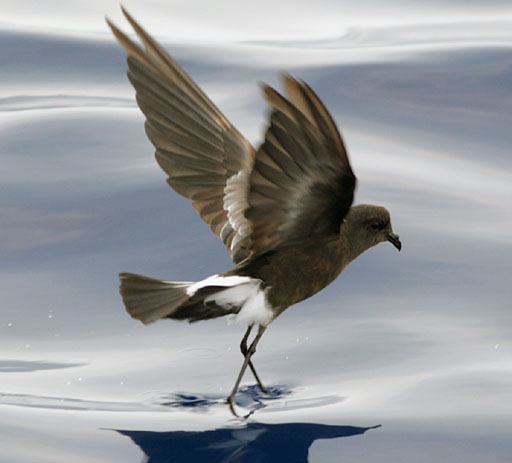
Океанник Вільсона

- Океанник Вільсона, Oceanites oceanicus  LC

Родина: Качуркові (Hydrobatidae)
- Качурка північна, Hydrobates leucorhous  VU
- Качурка мадерійська, Hydrobates castro  LC
- Качурка гавайська, Hydrobates tristrami  LC

Родина: Буревісникові (Procellariidae)

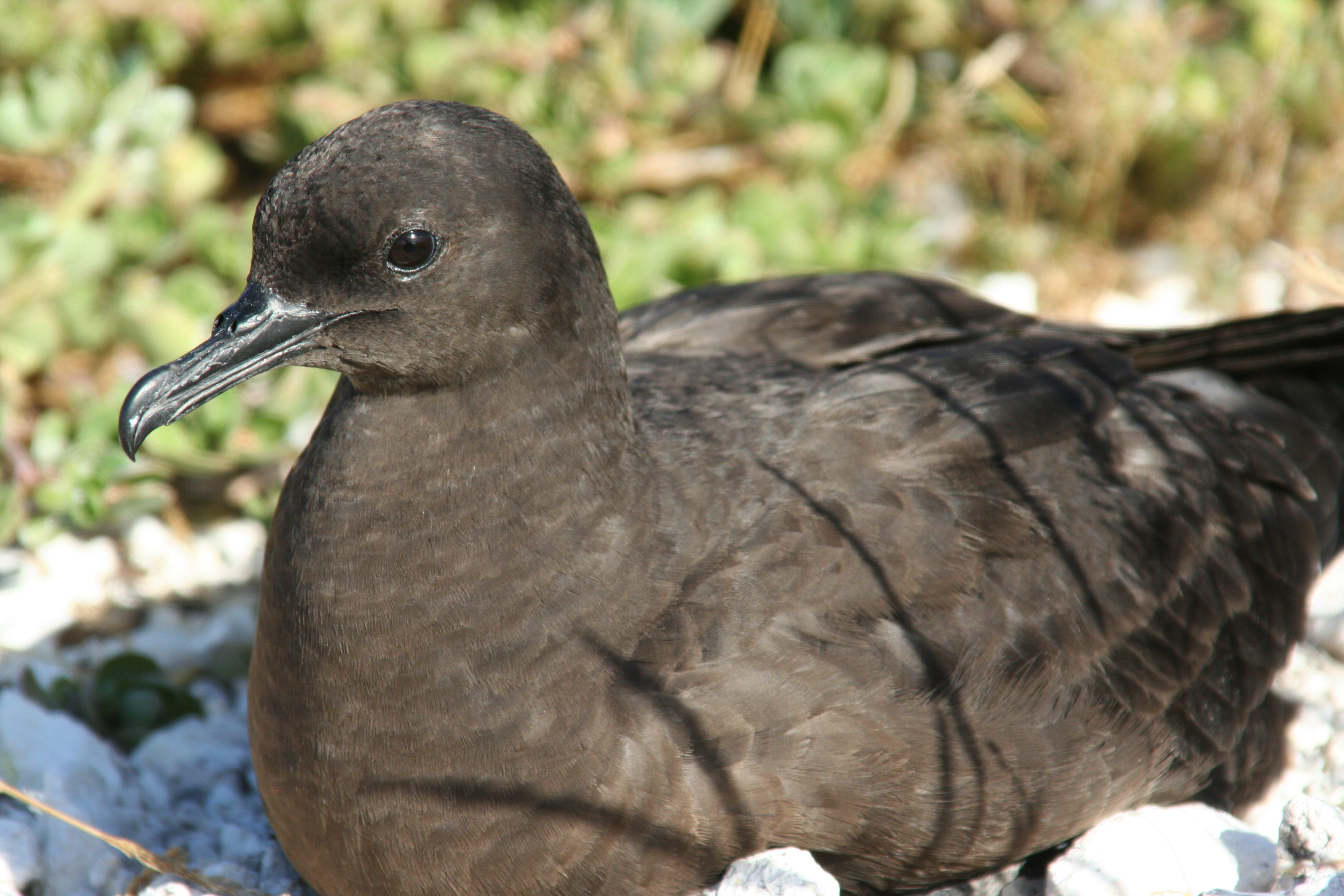
Буревісник острівний

- Буревісник кочівний, Fulmarus glacialis  LC
- Тайфунник кермадецький, Pterodroma neglecta  LC
- Тайфунник-провісник, Pterodroma heraldica  LC
- Тайфунник Мерфі, Pterodroma ultima  LC
- Тайфунник Піла, Pterodroma inexpectata  NT
- Тайфунник тихоокеанський, Pterodroma externa  VU
- Тайфунник гавайський, Pterodroma sandwichensis (En)  VU
- Тайфунник макаулійський, Pterodroma cervicalis  VU
- Тайфунник бонінський, Pterodroma hypoleuca (En)  LC  (Вважається, що майже вся світова популяція гніздиться на Гаваях.)[5]
- Тайфунник австралійський, Pterodroma nigripennis  LC
- Тайфунник Кука, Pterodroma cookii  VU
- Тайфунник Штейнегера, Pterodroma longirostris (V)  VU
- Бульверія тонкодзьоба, Bulweria bulwerii  LC
- Бульверія товстодзьоба, Bulweria fallax (V)  NT
- Тайфунник таїтійський, Pseudobulweria rostrata (V)  NT
- Буревісник тихоокеанський, Calonectris leucomelas (V)  LC
- Буревісник рожевоногий, Ardenna creatopus (V)  VU
- Буревісник світлоногий, Ardenna carneipes  LC
- Буревісник клинохвостий, Ardenna pacificus  LC
- Буревісник Бюлера, Ardenna bulleri  VU
- Буревісник сивий, Ardenna griseus  NT
- Буревісник тонкодзьобий, Ardenna tenuirostris  LC
- Буревісник острівний, Puffinus nativitatis  LC
- Буревісник молокайський, Puffinus newelli (En)  EN
- Буревісник бонінський, Puffinus bryani  CR

## Сулоподібні(Suliformes)
Родина: Фрегатові (Fregatidae)
- Фрегат-арієль, Fregata ariel  LC
- Фрегат тихоокеанський, Fregata minor  LC

Родина: Сулові (Sulidae)
- Сула жовтодзьоба, Sula dactylatra  LC
- Сула насканська, Sula granti (V)  LC
- Сула білочерева, Sula leucogaster  LC
- Сула червононога, Sula sula  LC

Родина: Бакланові (Phalacrocoracidae)
- Баклан берингійський, Urile pelagicus (V)  LC

## Пеліканоподібні(Pelecaniformes)
Родина: Чаплеві (Ardeidae)
- Бугай американський, Botaurus lentiginosus (V)  LC
- Чапля північна, Ardea herodias (V)  LC
- Чапля сіра, Ardea cinerea (V)  LC
- Чепура велика, Ardea alba (V)  LC
- Чепура середня, Ardea intermedia (V)  LC
- Чепура американська, Egretta thula (V)  LC
- Чепура блакитна, Egretta caerulea (V)  LC
- Чапля єгипетська, Bubulcus ibis  LC
- Чапля зелена, Butorides virescens (V)  LC
- Квак звичайний, Nycticorax nycticorax  LC

Родина: Ібісові (Threskiornithidae)
- Коровайка американська, Plegadis chihi (V)  LC

## Яструбоподібні(Accipitriformes)
Родина: Скопові (Pandionidae)

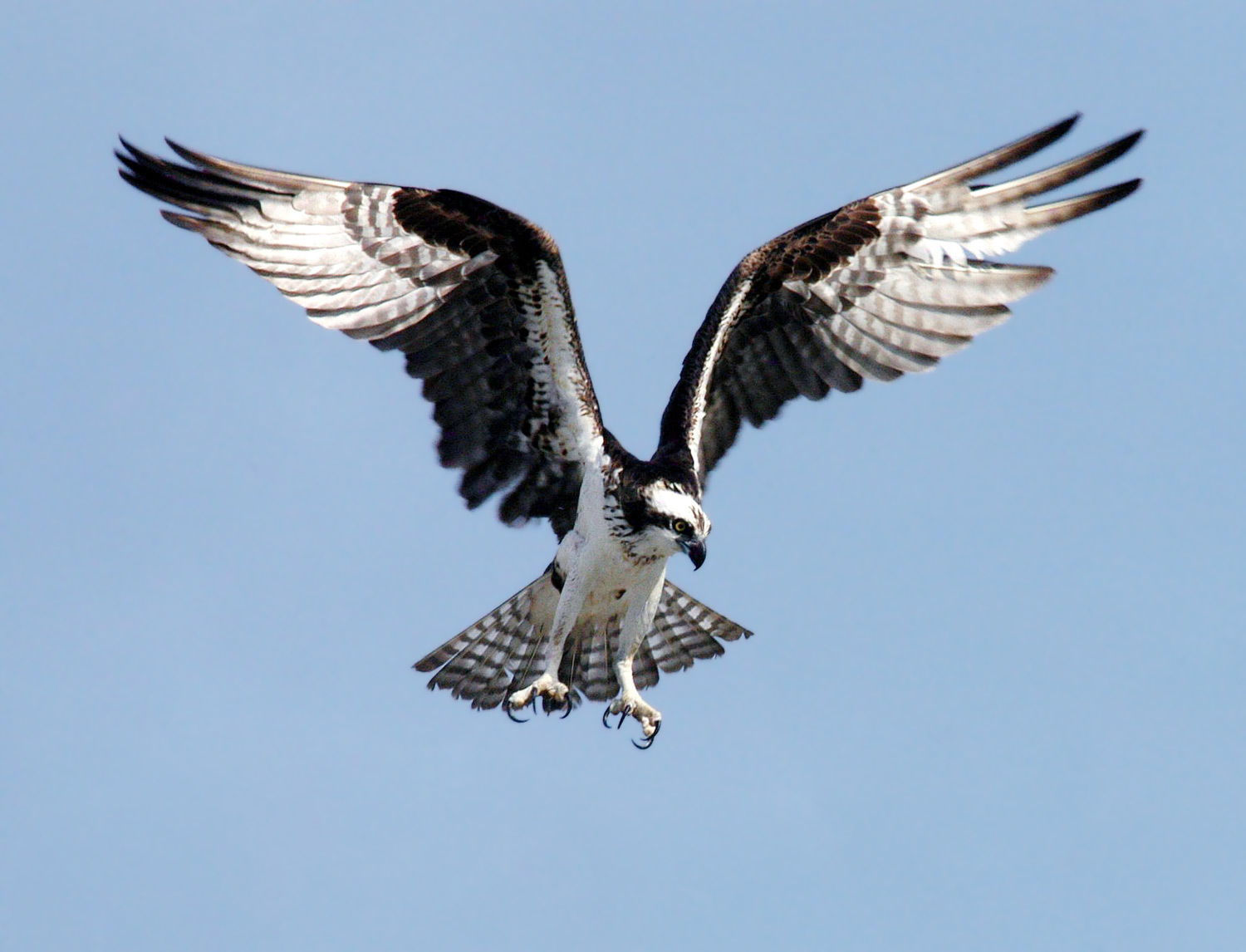
Скопа

- Скопа, Pandion haliaetus  LC

Родина: Яструбові (Accipitridae)

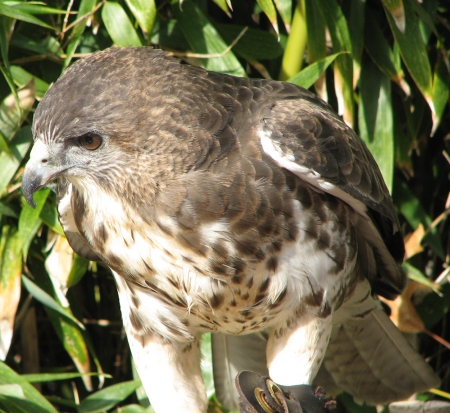

- Беркут, Aquila chrysaetos (V)  LC
- Лунь американський, Circus hudsonius (V)  LC
- Яструб китайський, Accipiter soloensis (V)  LC
- Шуліка чорний, Milvus migrans (V)  LC
- Орлан-білохвіст, Haliaeetus albicilla (V)  LC
- Орлан білоплечий, Haliaeetus pelagicus (V)  VU
- Buteo solitarius(інші мови) (En)  NT
- Зимняк, Buteo lagopus (V)  LC

## Совоподібні(Strigiformes)
Родина: Сипухові (Tytonidae) 
- Сипуха крапчаста, Tyto alba (I)  LC

Родина: Совові (Strigidae) 
- Сова біла, Bubo scandiacus (V)  LC
- Сова болотяна, Asio flammeus  LC

## Сиворакшоподібні(Coraciiformes)
Родина: Рибалочкові (Alcedinidae) 
- Рибалочка-чубань північний, Megaceryle alcyon (V)  LC

## Соколоподібні(Falconiformes)
Родина: Соколові (Falconidae)
- Підсоколик малий, Falco columbarius (V)  LC
- Сапсан, Falco peregrinus  LC

## Папугоподібні(Psittaciformes)
Родина: Папугові (Psittacidae)
- Аратинга червонощокий, Psittacara mitratus (I)  LC
- Аратинга червоноголовий, Psittacara erythrogenys (I)  NT
- Амазон зеленощокий, Amazona viridigenalis (I)  EN

Родина: Psittaculidae
- Папуга Крамера, Psittacula krameri (I)  LC
- Розела світлоголова, Platycercus adscitus (I) (xd)  LC

## Горобцеподібні(Passeriformes)
Родина: Монархові (Monarchidae) 

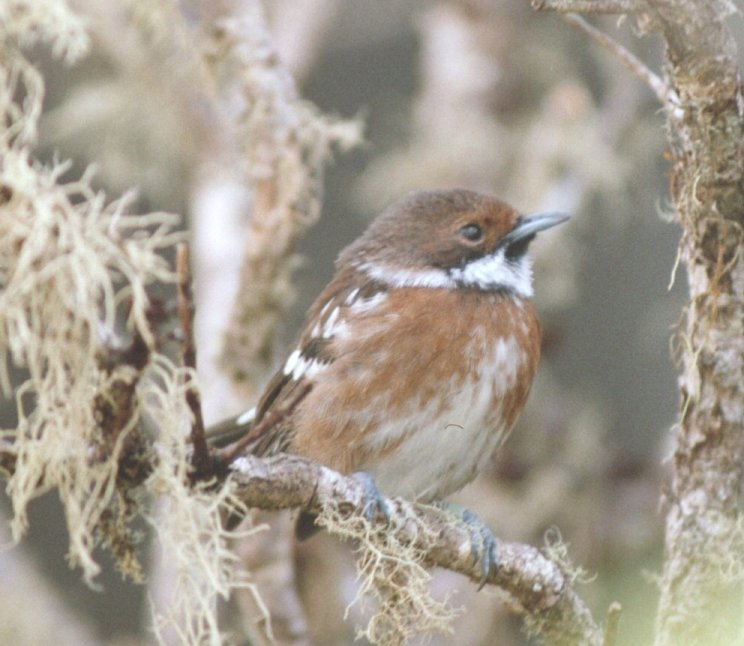
Елепайо гавайський

- Елепайо кауайський, Chasiempis sclateri (En)  VU
- Елепайо оагуайський, Chasiempis ibidis (En)  EN
- Елепайо гавайський, Chasiempis sandwichensis (En)  VU

Родина: Воронові (Corvidae) 
- Крук гавайський, Corvus hawaiiensis (En)  EN
- Крук звичайний, Corvus corax (V)  LC

Родина: Синицеві (Paridae)
- Гаїчка японська, Sittiparus varius (I) (xd)  LC

Родина: Жайворонкові (Alaudidae) 
- Жайворонок польовий, Alauda arvensis (I)  LC

Родина: Очеретянкові (Acrocephalidae) 

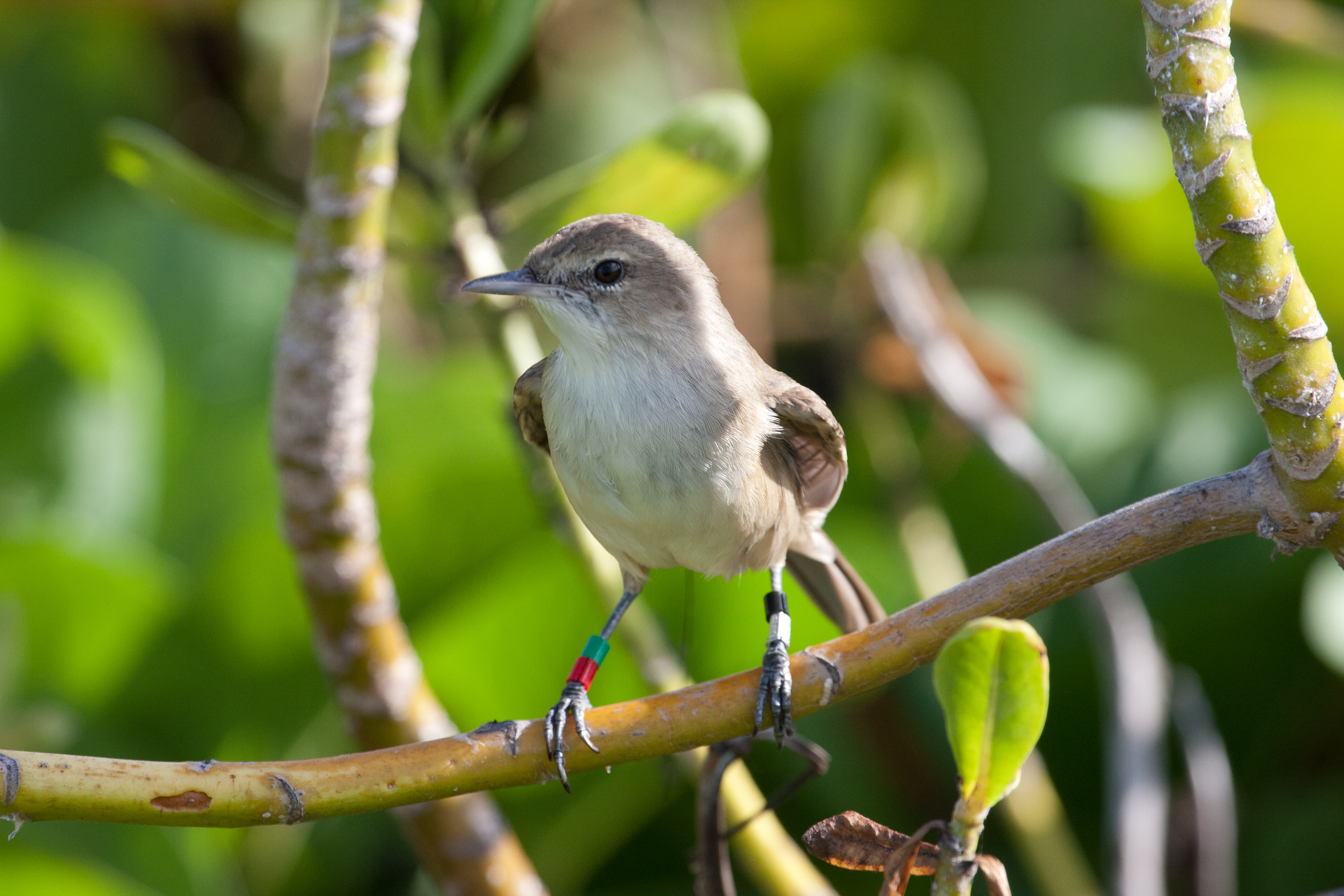
Очеретянка гавайська

- Очеретянка гавайська, Acrocephalus familiaris (En)  CR

Родина: Ластівкові (Hirundinidae) 
- Ластівка сільська, Hirundo rustica (V)  LC
- Ясківка білолоба, Petrochelidon pyrrhonota (V)  LC

Родина: Cettiidae
- Очеретянка китайська, Horornis diphone (I)  LC

Родина: Бюльбюлеві (Pycnonotidae) 
- Бюльбюль червоночубий, Pycnonotus cafer (I)  LC
- Бюльбюль червоногузий, Pycnonotus jocosus (I)  LC

Родина: Окулярникові (Zosteropidae) 

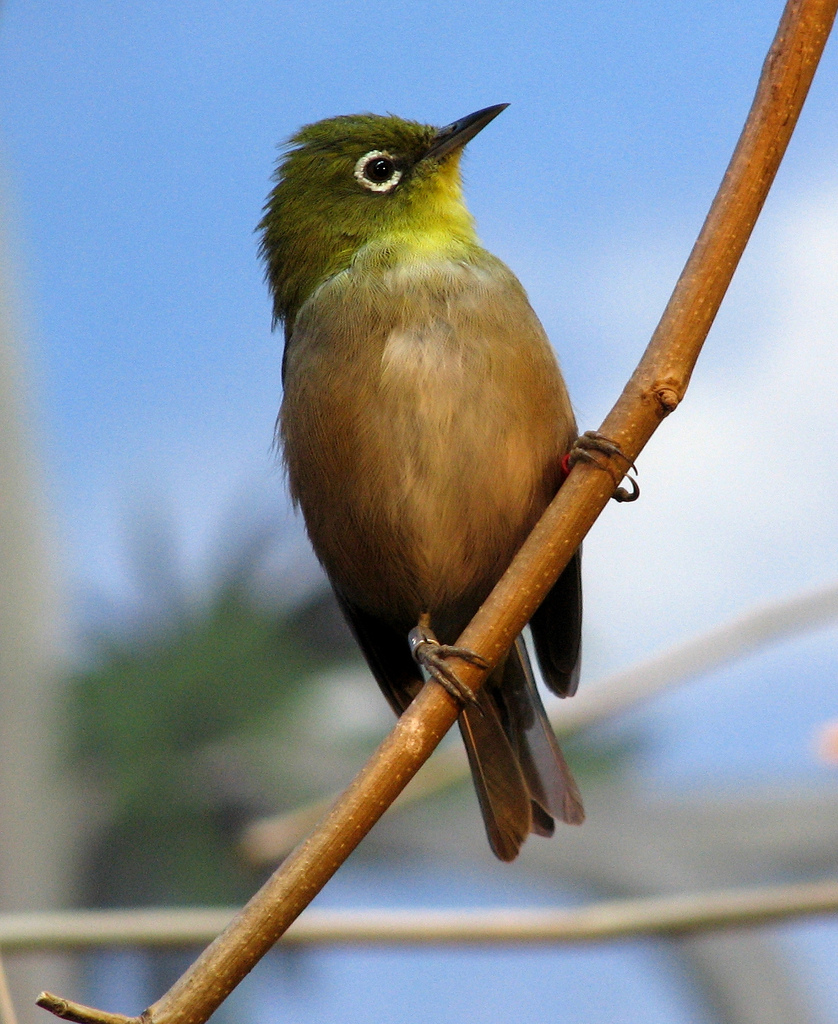
Окулярник японський

- Окулярник японський, Zosterops japonicus (I)  LC

Родина: Leiothrichidae
- Мезія жовтогорла, Leiothrix lutea (I)  LC
- Гуамея світлоока, Garrulax canorus (I)  LC
- Чагарниця пекторалова, Pterorhinus pectoralis (I)  LC

Родина: Mohoidae

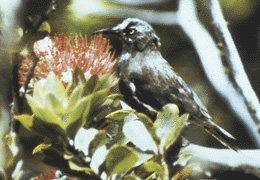
Мого алакайський

- Мого алакайський, Moho braccatus (En) (Xt)  EX
- Оагу, Moho apicalus (En) (Xt)  EX
- Мого великий, Moho bishopi (En) (Xt) EX
- Мого гірський, Moho nobilis (En) (Xt)  EX
- Кіоеа, Chaetoptila angustipluma (En) (Xt)  EX

Родина: Пересмішникові (Mimidae)
- Пересмішник багатоголосий, Mimus polyglottos (I)  LC

Родина: Шпакові (Sturnidae)

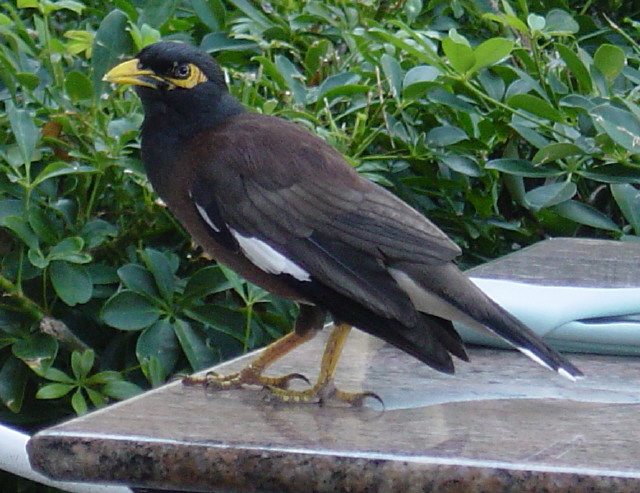
Майна індійська

- Майна індійська, Acridotheres tristis (I)  LC

Родина: Дроздові (Turdidae)

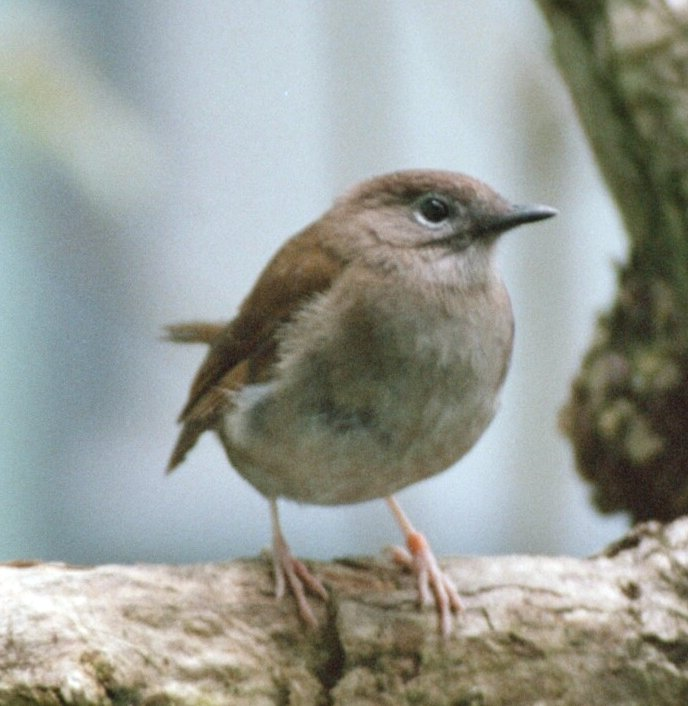
Пуаїохі

- Камао, Myadestes myadestinus (En) (Xt)  EX
- Myadestes woahensis(інші мови) (En) (Xt)  EX
- Оломао, Myadestes lanaiensis (En) (Xt)  CR
- Омао, Myadestes obscurus (En)  VU
- Пуаїохі, Myadestes palmeri (En)  CR
- Дрізд вузькобровий, Turdus obscurus (V)  LC

Родина: Мухоловкові (Muscicapidae) 
- Шама білогуза, Copsychus malabaricus (I)  LC

Родина: Астрильдові (Estrildidae)

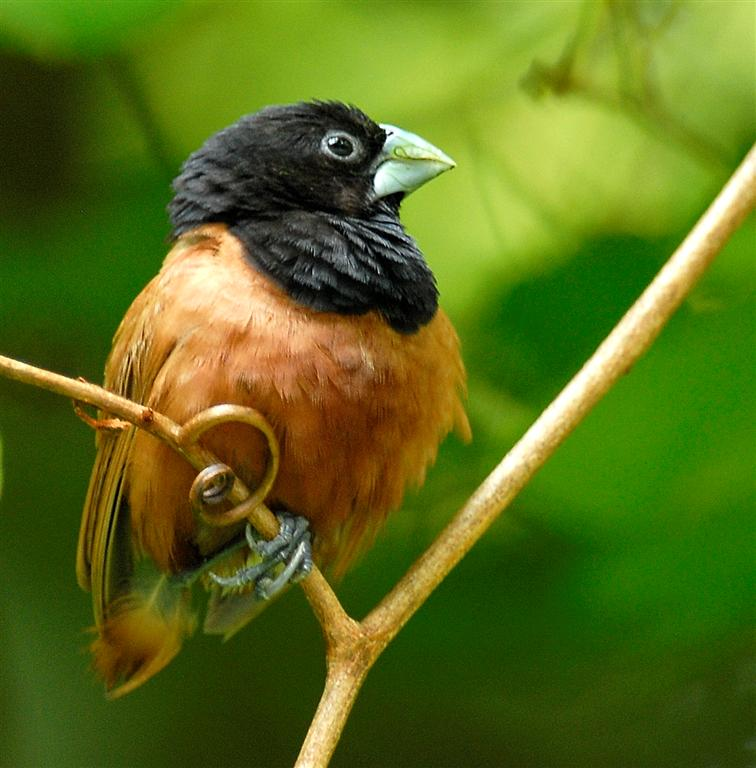
Мунія трибарвна

- Сріблодзьоб чорногузий, Euodice cantans (I)  LC
- Рисівка яванська, Padda oryzivora (I)  VU
- Мунія іржаста, Lonchura punctulata (I)  LC
- Мунія чорноголова, Lonchura atricapilla (I)  LC
- Астрильд смугастий, Estrilda astrild (I)  LC
- Астрильд червонохвостий, Glaucestrilda caerulescens (I)  LC
- Астрильд смугастий, Estrilda astrild (I)  LC

Родина: Горобцеві (Passeridae) 
- Горобець хатній, Passer domesticus (I)  LC

Родина: Плискові (Motacillidae)
- Щеврик оливковий, Anthus hodgsoni (V)  LC
- Щеврик червоногрудий, Anthus cervinus (V)  LC
- Щеврик американський, Anthus rubescens (V)  LC

Родина: В'юркові (Fringillidae) 

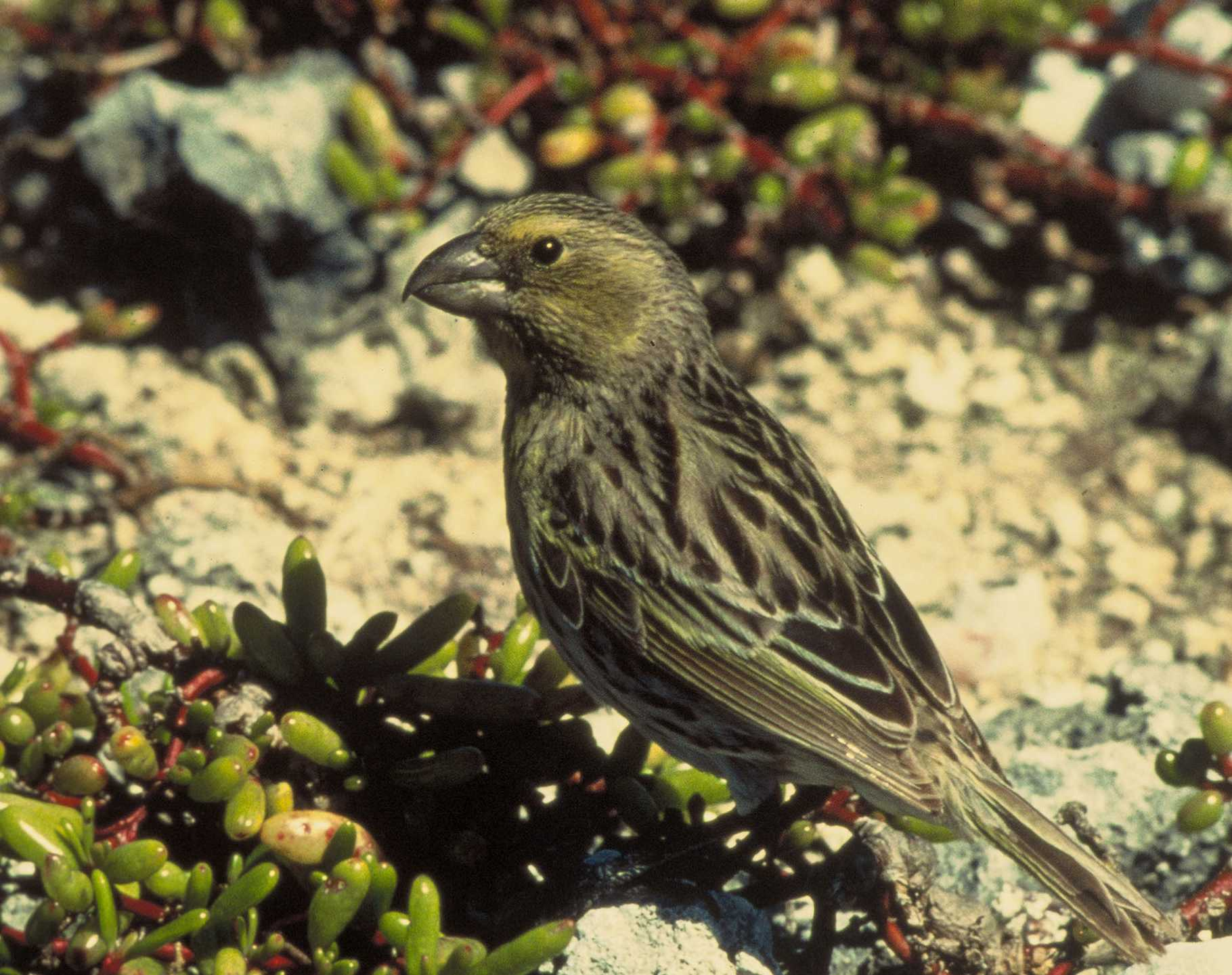

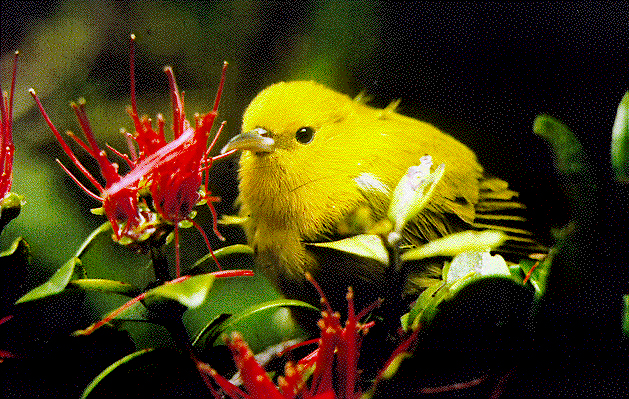
Амакиги малий

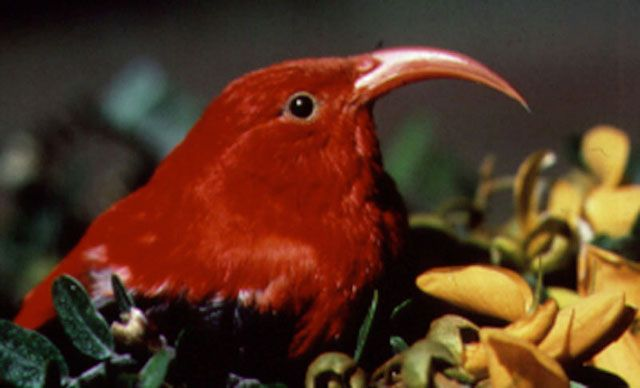
Іві

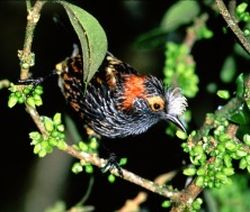

- В'юрок, Fringilla montifringilla (V)  LC
- Melamprosops phaeosoma (En) (Xt)  CR
- Oreomystis bairdi(інші мови) (En)  CR
- Paroreomyza maculata(інші мови) (En) (Xt)  CR
- Paroreomyza flammea(інші мови) (En) (Xt)  EX
- Paroreomyza montana(інші мови) (En)  EN
- Loxioides bailleui(інші мови) (En)  CR
- Telespiza cantans(інші мови) (En)  VU
- Telespiza ultima(інші мови) (En)  CR
- Chloridops kona(інші мови) (En) (Xt)  EX
- Rhodacanthis flaviceps(інші мови) (En) (Xt)  EX
- Rhodacanthis palmeri(інші мови) (En) (Xt)  EX
- Ciridops anna(інші мови) (En) (Xt)  EX
- Palmeria dolei(інші мови) (En)  CR
- Himatione fraithii(інші мови) (En) (Xt)  EX
- Himatione sanguinea(інші мови) (En)  LC
- Іві(інші мови) (En)  VU
- Drepanis pacifica(інші мови) (En) (Xt)  EX
- Drepanis funerea(інші мови) (En) (Xt)  EX
- Psittirostra psittacea(інші мови) (En) (Xt)  CR
- Dysmorodrepanis munroi(інші мови) (En) (Xt)  EX
- Pseudonestor xanthophrys(інші мови) (En)  CR
- Hemignathus hanapepe(інші мови) (En) (Xt)  CR
- Hemignathus lucidus(інші мови) (En) (Xt)  EX
- Hemignathus affinis(інші мови) (En) (Xt)  CR
- Hemignathus wilsoni(інші мови) (En)  EN
- Akialoa obscura(інші мови) (En) (Xt)  EX
- Akialoa stejnegeri(інші мови) (En) (Xt)  EX
- Akialoa ellisiana(інші мови) (En) (Xt)  EX
- Akialoa lanaiensis(інші мови) (En) (Xt)  EX
- Амакиги малий, Magumma parva (En)  VU
- Chlorodrepanis virens(інші мови) (En)  LC
- Chlorodrepanis flava(інші мови) (En)  VU
- Амакиги кауайський, Chlorodrepanis stejnegeri (En)  VU
- Амакиги великий, Viridonia sagittirostris (En) (Xt)  EX
- Loxops mana(інші мови) (En)  EN
- Акеке, Loxops caeruleirostris (En)  CR
- Loxops wolstenholmei(інші мови) (En) (Xt) EX
- Loxops ochraceus(інші мови) (En)  CR
- Loxops coccineus(інші мови) (En)  EN
- Чечевиця садова, Haemorhous mexicanus (I)  LC
- Чечітка звичайна, Acanthis flammea (V)  LC
- Щедрик жовтолобий, Crithagra mozambica (I)  LC
- Канарка, Serinus canaria (I)  LC

Родина: Calcariidae
- Пуночка снігова, Plectrophenax nivalis (V)  LC

Родина: Passerellidae
- Вівсянка саванова, Passerculus sandwichensis (V)  LC

Родина: Трупіалові (Icteridae)
- Шпаркос західний, Sturnella neglecta (I)  LC

Родина: Кардиналові (Cardinalidae)
- Кардинал червоний, Cardinalis cardinalis (I)  LC

Родина: Саякові (Thraupidae) 
- Paroaria coronata(інші мови) (I)  LC
- Paroaria capitata(інші мови) (I)  LC

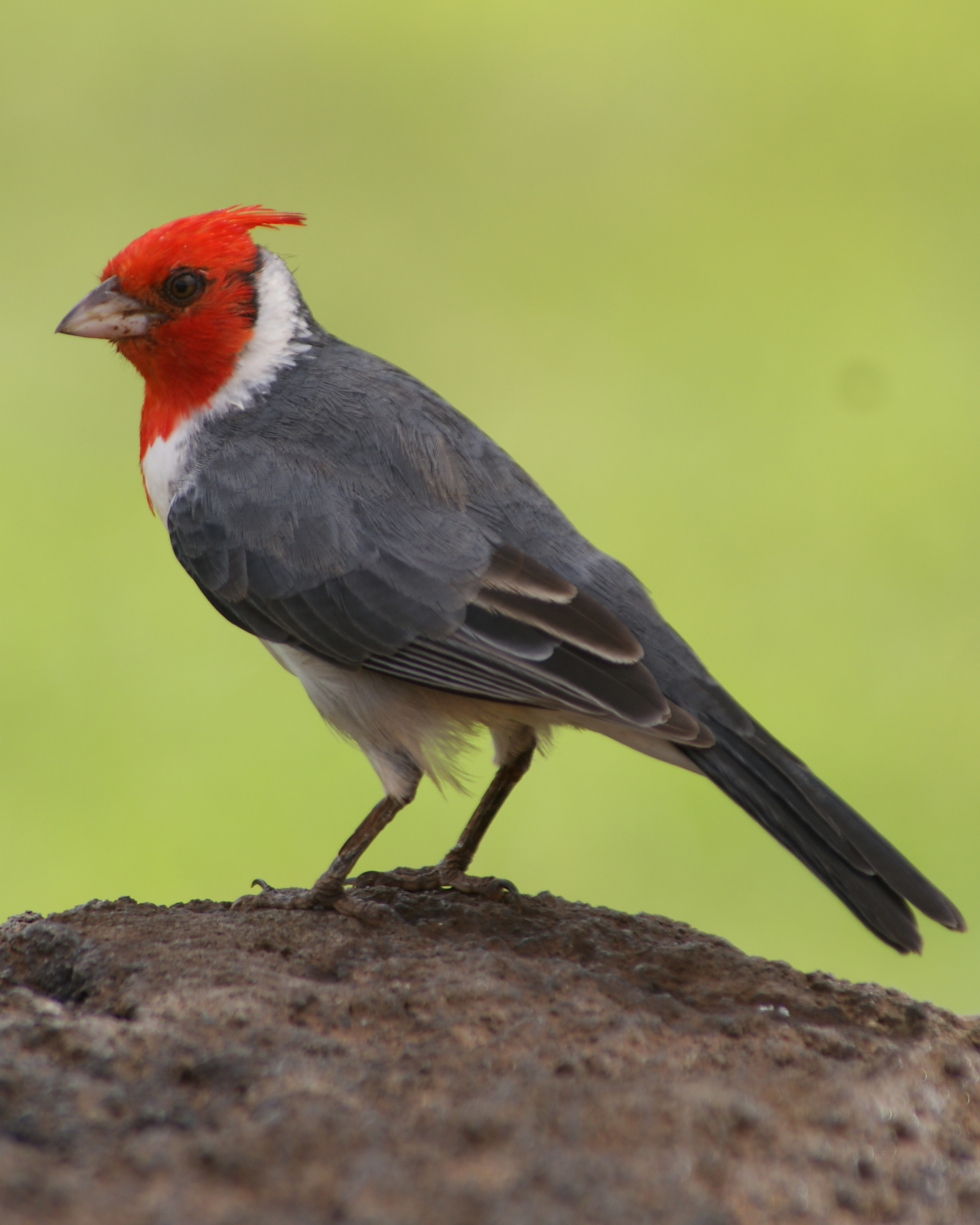

- Посвірж золотоголовий, Sicalis flaveola (I)  LC
- Потрост золотогорлий, Tiaris olivaceus (I)  LC